# Franjo Gregurić
Franjo Gregurić (Lobor, 1939. október 12.) horvát politikus, a Horvát Köztársaság 3. miniszterelnöke 1991 júliusa és 1992 augusztusa között.

## Élete és pályafutása
Gregurić zagorjei Loborban született 1939-ben. A zágrábi műszaki középiskolába, majd a Zágrábi Egyetem Műszaki Karára járt. Dolgozott a sziszeki „Radonja” és a zágrábi „Chromos” vegyi gyárban, ahol műszaki igazgatói pozícióig jutott. Ezután a Szovjetunióba exportáló nagy zágrábi állami vállalat, az „Astra” magas rangú tisztviselője lett, majd egy ideig Moszkvában dolgozott.
Az 1990-es első demokratikus választásokon Franjo Gregurić a Horvát Demokratikus Közösség (HDZ) tagjaként lépett be a politikába. A második horvát kormányban 1990-ben miniszterelnök-helyettes volt. 1991. július 17-én Franjo Tuđman elnök nevezte ki miniszterelnöki posztra. Amikor elfoglalta posztját, Horvátország nagyon nehéz helyzetben volt, 1991. június 25-én kikiáltott függetlenségét a nemzetközi közösség nem ismerte el, Horvátország pedig – Szlovéniával ellentétben – nem rendelkezett megfelelő katonai infrastruktúrával ahhoz, hogy ellenálljon a jugoszláv néphadsereg által támogatott krajnai lázadóknak. Alig néhány héttel később, a születőben lévő és tapasztalatlan horvát hadsereg néhány katasztrofális kudarca után a horvát parlamentben képviselt más politikai pártok képviselőivel (a Horvát Jog Párt kivételével) kormányát átszervezték.
Ez a kabinet, amelyet később „Nemzeti Egység Kormányának” neveztek el, volt a felelős, amikor 1992. január 3-án, az ENSZ által támogatott fegyverszünetet követően a horvátországi főbb harci műveletek befejeződtek. 1992. január 15-én a nagy európai országok elismerték Horvátország függetlenségét. Ezt Gregurić kabinetjének legnagyobb teljesítményeként emlegetik, míg maga Gregurić szelíd modora és menedzseri képességei miatt jó hírnévnek örvendett. Kormányát gyakran a nehéz helyzetben lévő nemzeti összetartozás nagyszerű példájaként tekintik. Ezeket az eredményeket azonban megfelelő összefüggésbe kell helyezni. A külpolitika Franjo Tuđman kezében, míg a védelem Gojko Šušak és a csak az elnöknek felelős katonai tisztviselők kezében volt. Ez a szerkezet Gregurićnak csupán olyan hétköznapibb feladatokat hagyott, mint az első horvát valuta kibocsátása, valamint a horvát légiforgalmi irányító rendszer és más intézmények felállítása, amely korábban a jugoszláv szövetségi joghatóság alá tartoztak.
Miután azonban a háború vége utánra új választások kiírását helyezték kilátásba, az ún. „Nemzeti Egység Kormánya” kezdett szétesni. 1992 februárjában a kormány olyan törvényeket javasolt, amelyek a horvát szuverenitás formális elismeréséért cserébe területi autonómiát kínálnának a krajnai szerbek számára. Erre Dražen Budiša a kormány egyik minisztere, a Horvát Szociálliberális Párt vezetője tiltakozásul kilépett a kormányból. Ezt követték más pártok képviselői is, akik fokozatosan távoztak a kormányból. Mandátuma végére Gregurić kabinetjének már csak egy párt képviselői voltak a tagjai. Az 1992-es parlamenti választásokon Gregurićot a HDZ képviselőjévé választották, így továbbra is ebben a pártban maradt. Gregurić később 1993 és 2000 között a Horvát Tűzoltó Szövetség elnöke volt. 2010 májusában Gregurićot kinevezték az IGH Intézet felügyelőbizottságának vezetőjévé.

## Fordítás
Ez a szócikk részben vagy egészben  a   Franjo Gregurić című angol Wikipédia-szócikk ezen változatának fordításán alapul.  Az eredeti cikk szerkesztőit annak laptörténete sorolja fel. Ez a jelzés csupán a megfogalmazás eredetét és a szerzői jogokat jelzi, nem szolgál a cikkben szereplő információk forrásmegjelöléseként.